# Nový Dvůr (Myslív)
Nový Dvůr je malá vesnice, část obce Myslív v okrese Klatovy v Plzeňském kraji. Nachází se asi jeden kilometr východně od Myslív. Je zde evidováno 23 adres. V roce 2011 zde trvale žilo jedenáct obyvatel.
Nový Dvůr leží v katastrálním území Nový Dvůr u Myslíva o rozloze 2,73 km².

## Historie
První písemná zmínka o vesnici pochází z roku 1720.

## Obyvatelstvo
| Rok            | 1869 | 1880 | 1890 | 1900 | 1910 | 1921 | 1930 | 1950 | 1961 | 1970 | 1980 | 1991 | 2001 | 2011 | 2021 |
| -------------- | ---- | ---- | ---- | ---- | ---- | ---- | ---- | ---- | ---- | ---- | ---- | ---- | ---- | ---- | ---- |
| Počet obyvatel | 170  | 139  | 125  | 107  | 110  | 121  | 115  | 60   | 30   | 49   | 34   | 25   | 18   | 11   | 9    |
| Počet domů     | 19   | 20   | 21   | 18   | 18   | 18   | 18   | 18   | 18   | 15   | 12   | 18   | 17   | 17   | 17   |

## Galerie

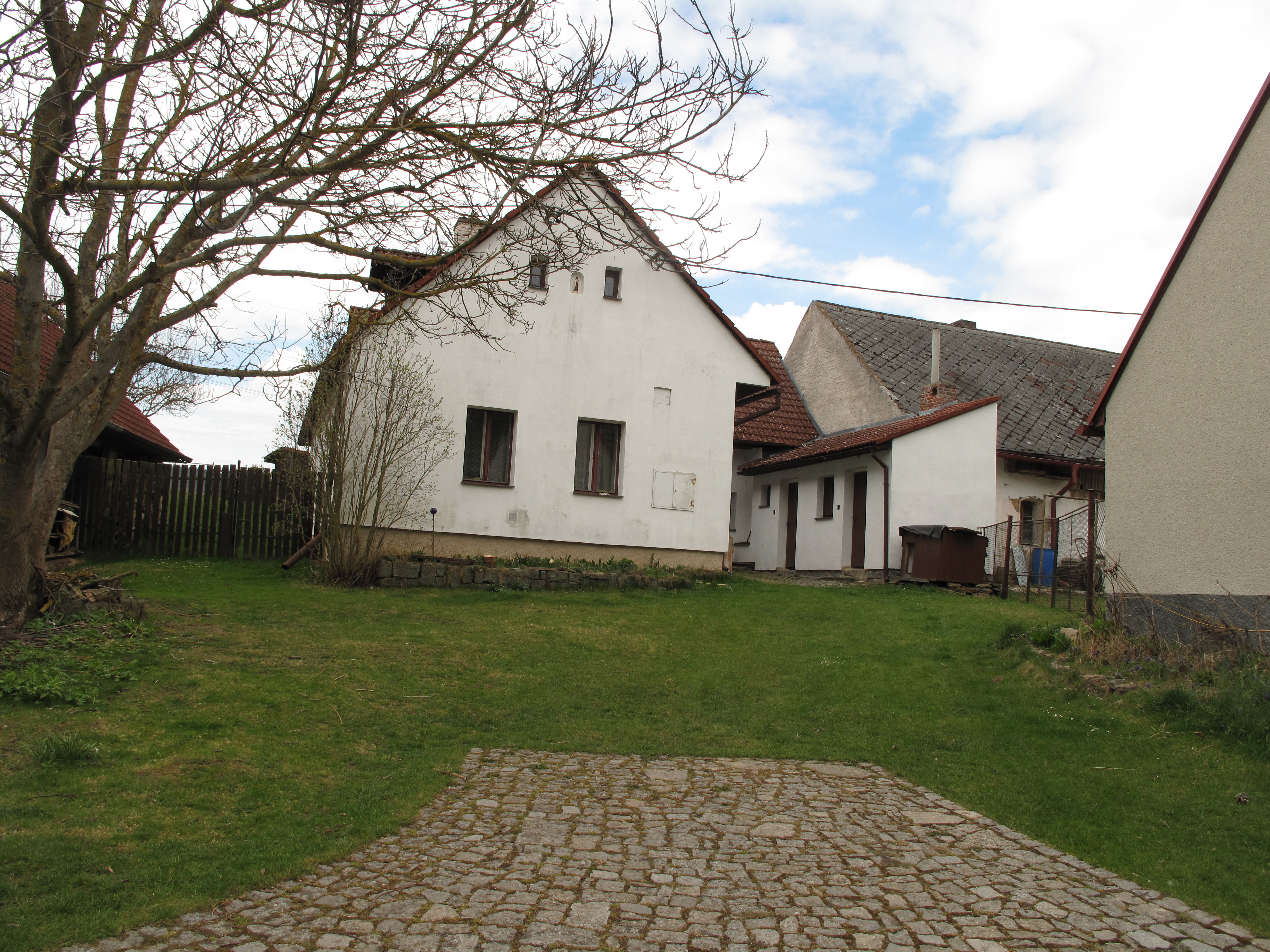
Chalupa
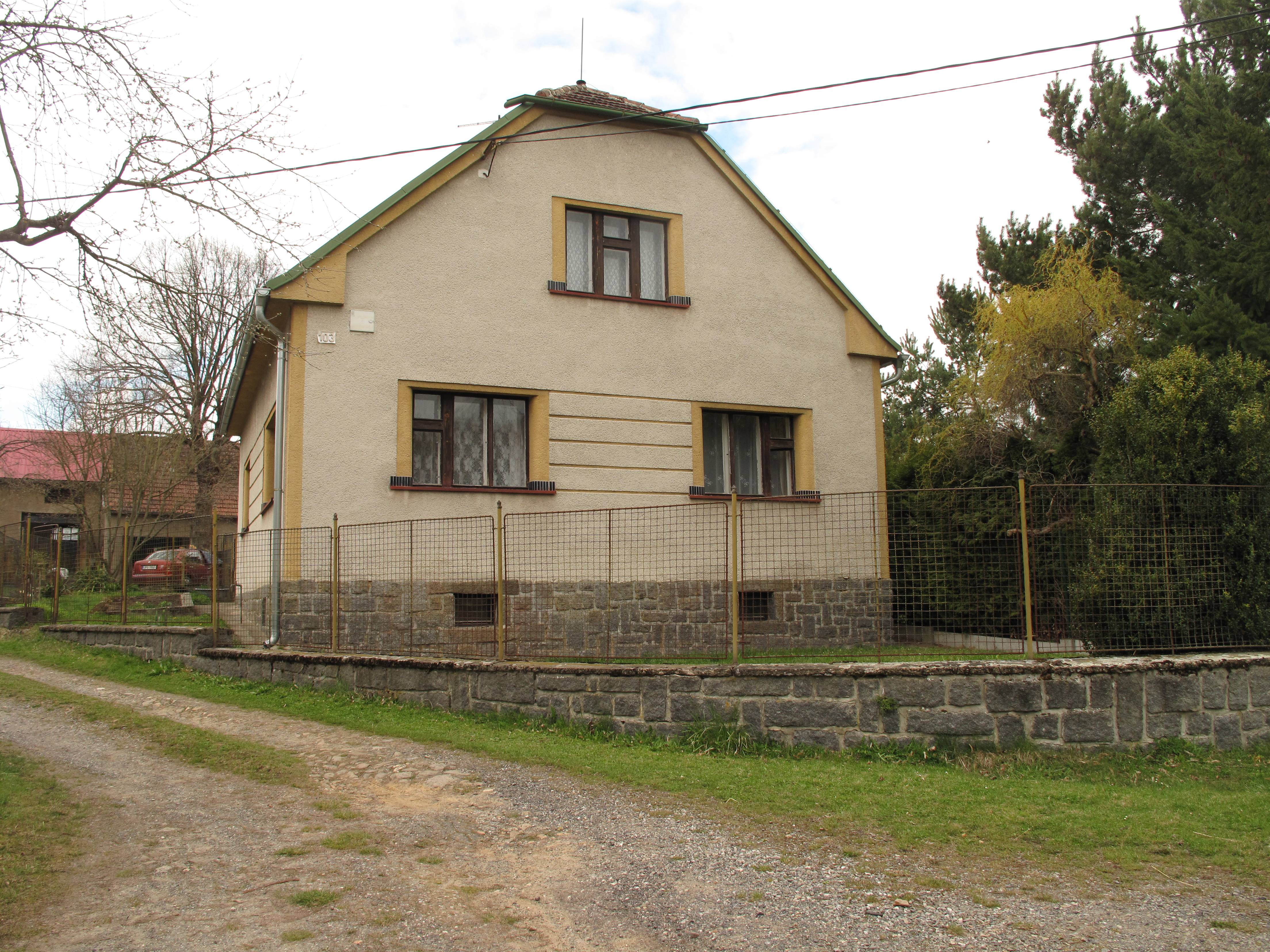
Dům
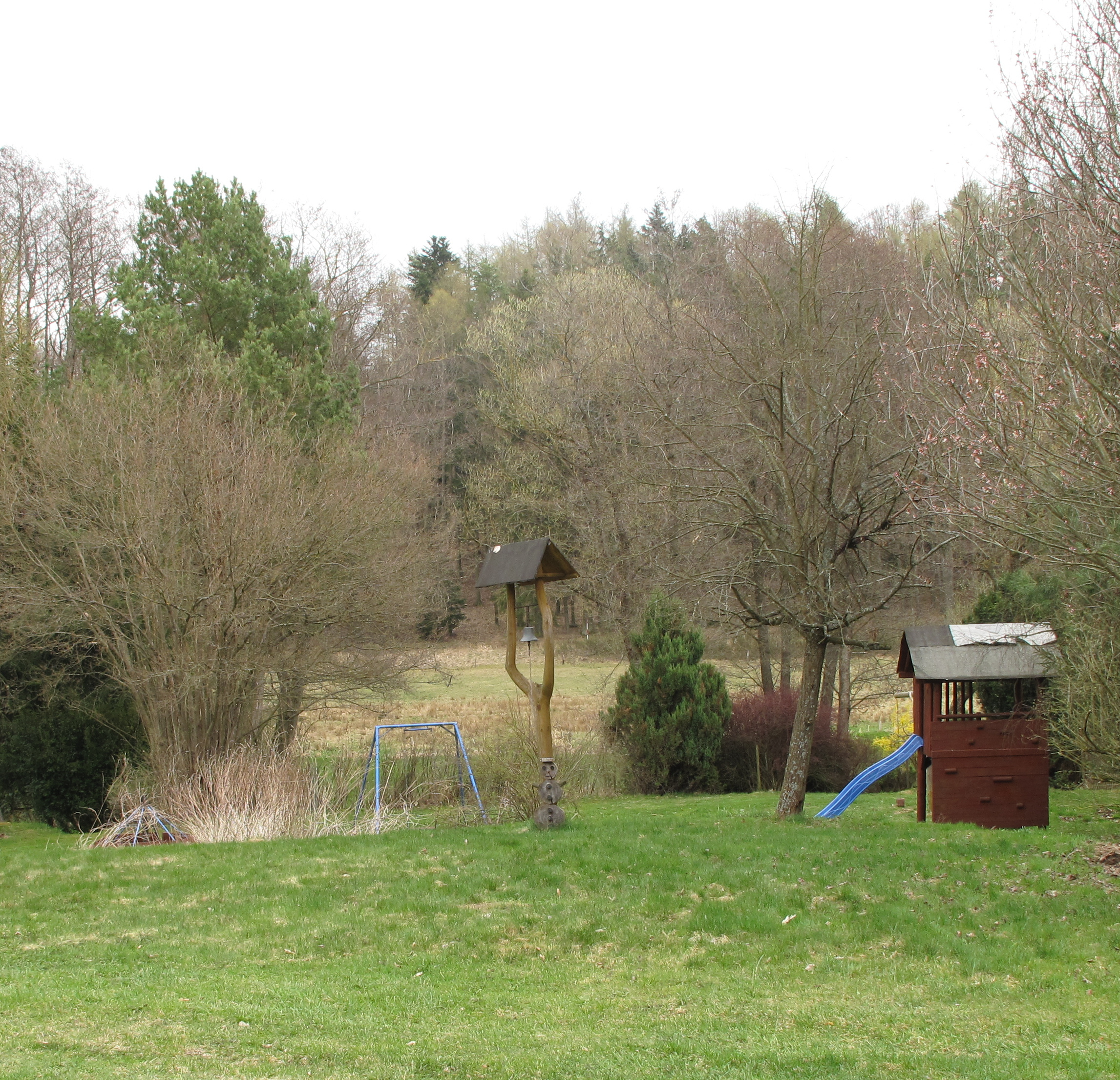
Dětské hřiště
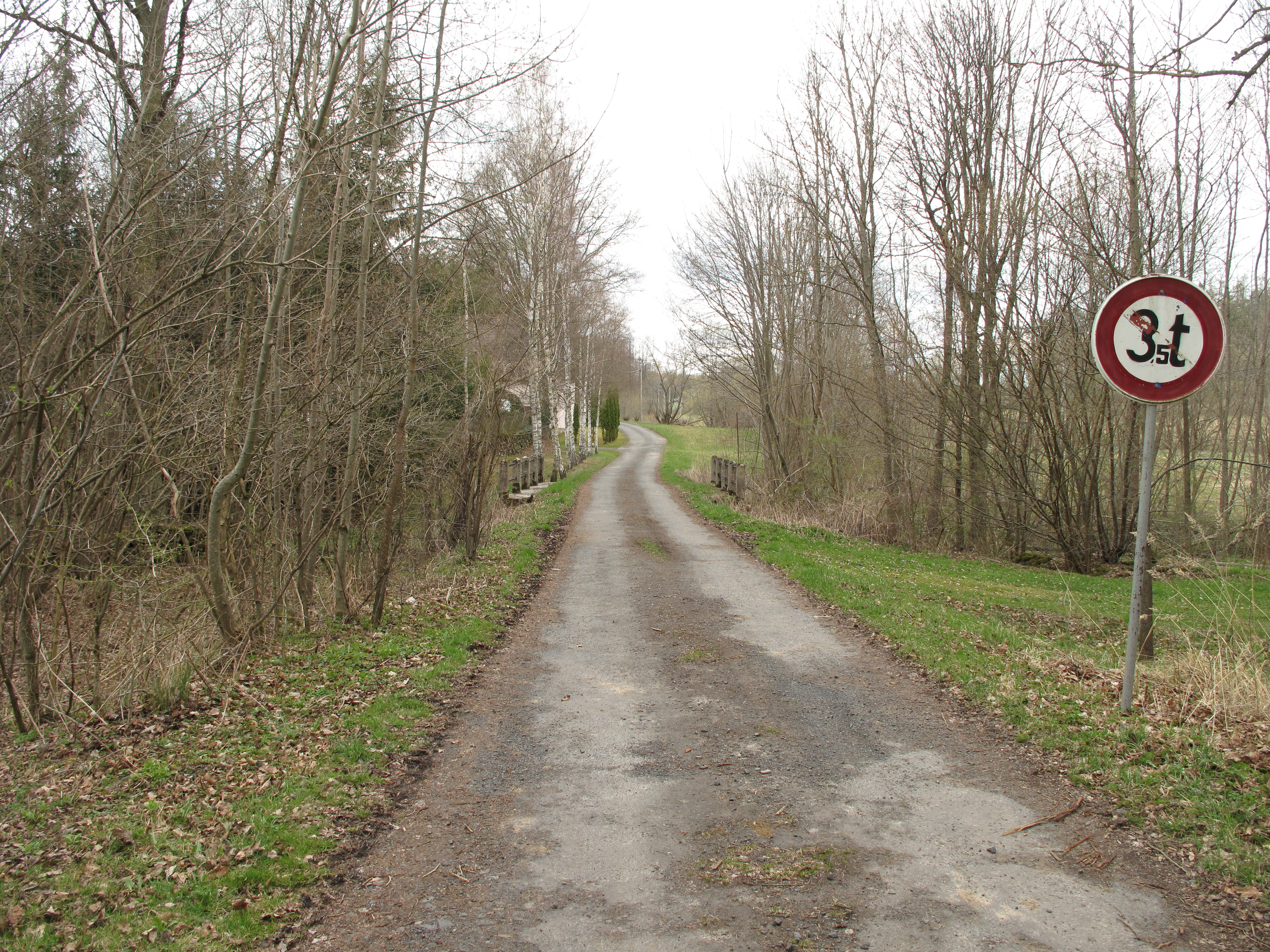
Cesta v lokalitě U Havlíka